# Revolution (альбом Миранды Ламберт)
| Совокупная оценка    | Совокупная оценка |
| Источник             | Оценка            |
| -------------------- | ----------------- |
| Metacritic           | (85/100)          |
| Оценки критиков      |                   |
| Источник             | Оценка            |
| Allmusic             | [ 2 ]             |
| Country Universe     | [ 3 ]             |
| Entertainment Weekly | (A)               |
| Pop Matters          | [ 5 ]             |
| Rolling Stone        | .                 |
| Slant Magazine       | [ 7 ]             |
| Twang Nation         | [ 8 ]             |
| About.com            | [ 9 ]             |

Revolution — третий студийный альбом американской кантри-певицы и автора-исполнителя Миранды Ламберт, изданный 29 сентября 2009 года на студии Columbia Nashville. Диск возглавил американский кантри-чарт Top Country Albums и вошёл в десятку лучших в общенациональном хит-параде Billboard 200 (№ 8, США), вошёл в список 30 лучших дисков 2010 года по версии журнала Billboard.
В 2010 году Revolution получил награды как «Лучший кантри-альбом года» (Album of the Year) на церемониях Academy of Country Music Awards и на Country Music Association Awards.

## Запись и релиз
Ламберт начала работу над альбомом в феврале 2009 года. Она написала сама или была соавтором почти всех песен, кроме четырёх (из 15). Соавторами выступили её друг, а потом и муж Блейк Шелтон (который также подпевал на треке «Maintain the Pain»), и Эшли Монро, бывший певец из Columbia Records. Два участника группы Lady Antebellum (Чарльз Келли и Дэйв Хэйвуд) были соавторами в песне «Love Song», на которой они также выступали в качестве бэк-вокалистов. В целях продвижения альбома Миранда выступала на нескольких телешоу, включая The Ellen DeGeneres Show. Дополнительно Миранда появилась на обложке журнала Country Weekly и нескольких других журналов.
В октябре 2009 года диск Revolution дебютировал на № 8 в общенациональном хит-параде США Billboard 200 и на первом месте американского кантри-чарта Top Country Albums с тиражом в 65 875 копий. Альбом стал 3-м подряд в карьере певицы, возглавившим этот жанровый хит-парад США.
К февралю 2010 года альбом Revolution был сертифицирован в золотом статусе, а к октябрю 2010 года сертифицирован в платиновом статусе американской ассоциацией RIAA.

Второй сингл с альбома Revolution, «The House That Built Me», занимал первое место в кантри-чарте 4 недели, стал золотым. Он последовал в этом успехе вслед за хитом «White Liar», который был для Миранды первым золотым синглом с альбома. А затем хитом № 1 стал сингл «Heart Like Mine» (последний пятый сингл с альбома Revolution).

## Реакция общественности
Альбом Revolution получил почти единодушное одобрение и положительные отзывы от большинства музыкальных критиков и интернет-изданий, например, таких как AllMusic, Country Universe, Роберт Кристгау, Entertainment Weekly, Rolling Stone, Slant Magazine, Twang Nation, The 9513, About.com и других.
Кроме того, альбом Revolution получил полное признание от профессионального сообщества кантри-музыки в виде престижных наград, например, таких как «Лучший кантри-альбом года» (Album of the Year) на церемониях Academy of Country Music Awards и на Country Music Association Awards в 2010 году. Также альбом и певица получили несколько номинаций на церемониях Грэмми и Teen Choice Awards в 2010 году.
Миранда получила рекордные 9 номинаций на церемонии CMA Awards: больше, чем кто-либо из женщин-исполнительниц в истории.
Песня «The House That Built Me» была названа изданием «The 9513» под № 1 как Лучшая кантри-песня 2009 года (Best Country Songs of 2009), а две другие с этого альбома Revolution также вошли в этот список; «White Liar» под номером 11 и «Only Prettier» под № 37.

## Список композиций
| №   | Название                                    | Автор(ы)                                   | Длительность |
| --- | ------------------------------------------- | ------------------------------------------ | ------------ |
| 1.  | «White Liar»                                | Миранда Ламберт, Натали Химби              | 4:48         |
| 2.  | «Only Prettier»                             | Ламберт, Химби                             | 3:09         |
| 3.  | «Dead Flowers»                              | Ламберт                                    | 3:59         |
| 4.  | «Me and Your Cigarettes»                    | Ламберт, Эшли Монро, Блейк Шелтон          | 2:24         |
| 5.  | «Maintain the Pain»                         | Ламберт                                    | 2:17         |
| 6.  | «Airstream Song»                            | Ламберт, Химби                             | 2:48         |
| 7.  | «Makin' Plans»                              | Ламберт                                    | 3:50         |
| 8.  | «Time to Get a Gun»                         | Фред Иглсмт                                | 3:55         |
| 9.  | «Somewhere Trouble Don't Go»                | Джули Миллер                               | 3:21         |
| 10. | «The House That Built Me»                   | Том Дуглас, Аллен Шамблин                  | 3:56         |
| 11. | «Love Song»                                 | Ламберт, Шелтон, Чарльз Келли, Дейв Хейвуд | 2:49         |
| 12. | «Heart Like Mine»                           | Ламберт, Монро, Трэвис Ховард              | 2:57         |
| 13. | «Sin for a Sin»                             | Ламберт, Шелтон                            | 3:28         |
| 14. | «That's the Way That The World Goes 'Round» | Джон Прайн                                 | 3:25         |
| 15. | «Вирджиния Блюбелл»                         | Ламберт, Химби, Дженнифер Кеннард          | 3:46         |

## Чарты
| Чарт (2009)                       | Высшая позиция |
| --------------------------------- | -------------- |
| U.S. Billboard 200                | 8              |
| U.S. Billboard Top Country Albums | 1              |

| Страна | Провайдер | Сертификация |
| ------ | --------- | ------------ |
| США    | RIAA      | Платиновый   |

### Итоговые годовые чарты
| Чарт (2010)                     | Итог года (2010) |
| ------------------------------- | ---------------- |
| US Billboard 200                | 27               |
| US Billboard Top Country Albums | 7                |

### Синглы
| 2009                  | «Dead Flowers»            | 37 | —  | —  |
| 2009                  | «White Liar»              | 2  | 38 | 67 |
| 2010                  | «The House That Built Me» | 1  | 28 | 52 |
| 2010                  | «Only Prettier»           | 12 | 61 | —  |
| 2011                  | «Heart Like Mine»         | 1  | 44 | 69 |
| «—» неучастие в чарте |                           |    |    |    |

## Награды и номинации
| Награда                               | Категория              | Результат |
| ------------------------------------- | ---------------------- | --------- |
| 45-я Academy of Country Music Awards  | Альбом года            | Победа    |
| 1-я American Country Awards           | Альбом года            | Номинация |
| 2010 Teen Choice Awards               | Выбор альбома — кантри | Номинация |
| 44-я Country Music Association Awards | Альбом года            | Победа    |
| American Music Awards 2010            | Кантри-альбом года     | Номинация |
| 53-я церемония «Грэмми»               | Лучший кантри-альбом   | Номинация |